# 노르웨이 크루즈 라인
노르웨이 크루즈 라인(Norwegian Cruise Line, NCL)은 1966년 노르웨이에서 설립된 미국 크루즈 라인으로 바하마에 법인을 두고 마이애미에 본사를 두고 있다. 이는 승객 수 기준으로 세계 4번째로 큰 크루즈 라인으로, 2021년 기준으로 전 세계 크루즈 시장 점유율의 약 8.6%를 차지한다. 이 회사는 모회사인 노르웨이 크루즈 라인 홀딩스(Norwegian Cruise Line Holdings)가 전액 소유하고 있다.

## 역사
노르웨이 캐리비안 라인의 첫 번째 선박 썬워드(Sunward)
크루즈 노선은 노르웨이인 크누트 클로스터(Knut Kloster)와 이스라엘인 테드 아리슨(Ted Arison)에 의해 1966년에 설립되었으며, 8,666톤, 길이 140m의 크루즈 선박/자동차 페리인 썬워드가 1966년 영국 사우샘프턴과 지브롤터 간 자동차 페리로 짧은 시즌에만 운항되었다. 썬워드는 처음에는 아리슨 해운 회사(Arison Shipping Company)에서 관리되었으며 엔사인 크루즈(Ensign Cruises)로 판매되었다. 아리슨은 곧 카니발 크루즈 라인을 형성하기 위해 떠났고 클로스터는 캐리비안 서비스를 위해 추가 선박을 인수했으며 이 라인은 노르웨이 캐리비안 라인(Norwegian Caribbean Lines)으로 이름이 바뀌고 판매되었다.